# Dos Corazones World Tour
Dos Corazones World Tour es la séptima gira internacional de la cantante y compositora Lila Downs para promocionar su nuevo material discográfico La Sánchez. Dio inicio en el Cosquín Rock 2023 el 18 de febrero de 2023 en Córdoba, Argentina.

## Antecedentes
La cantante puso el nombre de Dos Corazones a la gira por una razón: “A veces nombras a la gira con cosas que no tienen que ver con el disco, a tu gusto. Nombramos a la gira Dos Corazones porque mi hijo escuchó que yo cantaba este tema. Creo que fue puntual, al pensar en su padre y en mí”, comenta. Su esposo y pareja artística, el estadounidense Paul Cohen, falleció el pasado mes de diciembre a los 63 años, tras una larga enfermedad que le acompañó durante 10 años. Downs ha hecho habitual su presencia en el Auditorio Nacional cada mes de noviembre, una fecha simbólica por la tradición del Día de Muertos.

### Anuncio y promoción comercial
Lila Downs anunció por medio de un comunicado oficial en sus distintas redes sociales el inicio de la gira el 7 de febrero del 2023. Sin embargo, algunos conciertos ya habían sido confirmados, en especial las del inicio de la gira en varias ciudades de Argentina; después se confirmaron conciertos en Colombia, España y México. Posteriormente, se dio por confirmado que Downs estará en Finlandia y en algunas ciudades de Francia y Portugal.
El 25 de mayo de 2023, Downs lanzó su sencillo "Vas de salida" como adelanto de su álbum que fue lanzado en agosto del mismo año. Posterior al recibimiento exitoso de sus canciones y del lanzamiento del disco, Downs anunció una gira en Estados Unidos y en México para el año 2024. 
Para su concierto del 1 de noviembre en el Auditorio Nacional de Ciudad de México, logró vender todas las entradas. Este show espera ser un homenaje a su esposo recién fallecido.

## Fechas
| Fecha                    | Ciudad                 | País           | Lugar                                  |
| América Latina           | América Latina         | América Latina | América Latina                         |
| ------------------------ | ---------------------- | -------------- | -------------------------------------- |
| 18 de febrero de 2023    | Córdoba                | Argentina      | Cosquin Rock 2023                      |
| 20 de febrero de 2023    | Buenos Aires           | Argentina      | Teatro Coliseo                         |
| 20 de febrero de 2023    | Neuquén                | Argentina      | Cine Teatro Español                    |
| 25 de febrero de 2023    | Rosario                | Argentina      | Anfiteatro Municipal de Rosario        |
| 18 de marzo de 2023      | Ciudad de México       | México         | Vive Latino 2023                       |
| 21 de marzo de 2023      | Tula de Allende        | México         | Festival Toltequinox                   |
| 16 de mayo de 2023       | Bogotá                 | Colombia       | Teatro Mayor Julio Mario Santo Domingo |
| 18 de mayo de 2023       | Medellín               | Colombia       | Teatro Metropolitano                   |
| Europa                   |                        |                |                                        |
| 6 de julio de 2023       | Madrid                 | España         | Noches del Botánico                    |
| 22 de julio de 2023      | Valladolid             | España         | Patio de la Hospedería de San Benito   |
| 24 de julio de 2023      | Barcelona              | España         | Teatro Apolo                           |
| 26 de julio de 2023      | Sines                  | Portugal       | Festival Musicas do Mundo              |
| 28 de julio de 2023      | Lyon                   | Francia        | Nuits de Fourvière                     |
| 29 de julio de 2023      | Vic-Fezensac           | Francia        | Unknown Venue                          |
| 4 de agosto de 2023      | Paimpol                | Francia        | Festival du Chant de Marin             |
| 5 de agosto de 2023      | Crozon                 | Francia        | Festival du Bout du Monde              |
| 10 de agosto de 2023     | Santa Cruz de Tenerife | España         | Mujeres World Fest                     |
| 8 de septiembre de 2023  | Zaragoza               | España         | Vive Latino Spain                      |
| 10 de septiembre de 2023 | Helsinki               | Finlandia      | Savoy Theatre                          |
| Norteamérica             |                        |                |                                        |
| 15 de septiembre de 2023 | Dallas                 | Estados Unidos | Centro de Sinfonía Morton H. Meyerson  |
| 16 de septiembre de 2023 | Dallas                 | Estados Unidos | Centro de Sinfonía Morton H. Meyerson  |
| 18 de septiembre de 2023 | Nueva York             | Estados Unidos | Sony Hall                              |
| 20 de septiembre de 2023 | Kennett Square         | Estados Unidos | Longwood Gardens                       |
| 22 de septiembre de 2023 | Boulder                | Estados Unidos | Macky Auditorium                       |
| 23 de septiembre de 2023 | Santa Fe               | Estados Unidos | Ópera de Santa Fe                      |
| 24 de septiembre de 2023 | Santa Fe               | Estados Unidos | Ópera de Santa Fe                      |
| 11 de octubre de 2023    | Costa Mesa             | Estados Unidos | Segerstrom Center for the Arts         |
| 14 de octubre de 2023    | Northridge             | Estados Unidos | The Soraya                             |
| 15 de octubre de 2023    | Oakland                | Estados Unidos | Paramount Theatre                      |
| 17 de octubre de 2023    | Santa Cruz             | Estados Unidos | Boardwalk's Cocoanut Grove             |
| 19 de octubre de 2023    | Houston                | Estados Unidos | Jones Hall                             |
| 20 de octubre de 2023    | Austin                 | Estados Unidos | Bass Concert Hall                      |
| 22 de octubre de 2023    | San Diego              | Estados Unidos | Balboa Theatre                         |
| 24 de octubre de 2023    | Davis                  | Estados Unidos | Downsen Mondavi Center                 |
| 1 de noviembre de 2023   | Ciudad de México       | México         | Auditorio Nacional                     |
| 3 de noviembre de 2023   | Chilpancingo           | México         | Auditorio Sentimientos de la Nación    |
| 5 de noviembre de 2023   | San Miguel de Allende  | México         | Jardín Allende                         |
| 9 de noviembre de 2023   | Los Ángeles            | Estados Unidos | Walt Disney Concert Hall               |
| 22 de febrero de 2024    | Pachuca de Soto        | México         | Auditorio Explanada                    |
| 23 de febrero de 2024    | Toluca                 | México         | Teatro Morelos                         |
| 24 de febrero de 2024    | Querétaro              | México         | Auditorio Josefa Ortiz de Domínguez    |
| 29 de febrero de 2024    | Guadalajara            | México         | Teatro Diana                           |
| 1 de marzo de 2024       | Monterrey              | México         | Auditorio Pabellón M                   |
| 8 de marzo de 2024       | Mérida                 | México         | La Isla Mérida                         |
| 9 de marzo de 2024       | Cancún                 | México         | Plaza de Toros                         |
| 16 de marzo de 2024      | Acapulco               | México         | Fórum de Mundo Imperial                |
| Europa                   |                        |                |                                        |
| 12 de abril de 2024      | Londres                | Reino Unido    | Barbican Centre                        |

### Conciertos cancelados/pospuestos
| Fecha               | Ciudad       | País         | Lugar           | Razones                                                                            |              |
| Norteamérica        | Norteamérica | Norteamérica | Norteamérica    | Norteamérica                                                                       | Norteamérica |
| ------------------- | ------------ | ------------ | --------------- | ---------------------------------------------------------------------------------- | ------------ |
| 16 de julio de 2023 | Londres      | Reino Unido  | Barbican Centre | Reprogramado para el 12 de abril del 2024 por razones ajenas al equipo organizador |              |